# Sinopodisma lofaoshana
Sinopodisma lofaoshana is een rechtvleugelig insect uit de familie veldsprinkhanen (Acrididae). De wetenschappelijke naam van deze soort is voor het eerst geldig gepubliceerd in 1936 door Tinkham.